# Opel Commodore A
Der Opel Commodore ist ein in der oberen Mittelklasse positioniertes Fahrzeug der seinerzeit zum US-amerikanischen Automobilkonzern General Motors (GM) gehörenden Adam Opel AG. Der Commodore wurde vom Rekord C abgeleitet und ersetzte ab August 1966 den Rekord 6, das nur knapp ein Jahr lang gebaute „Zwischenmodell“ Rekord B mit Sechszylinder. Die Produktion des Nachfolgers Commodore B begann im Dezember 1971.

## Modellgeschichte

### Allgemeines
Opel brachte den Commodore A als aufgewertetes Schwestermodell des Rekord C (mit Vierzylindermotoren) im Frühjahr 1967 auf den Markt. Er war als zwei- und viertürige Stufenhecklimousine und als zweitüriges Coupé erhältlich. Ein luxuriöses Kombimodell namens „Voyage“ wurde als Studie präsentiert, kam aber nicht in das Verkaufsprogramm. Die Karl Deutsch GmbH und andere bauten das Coupé auch zu einem Cabriolet um.
Auch bei diesem Modell verwendete Opel Motoren der mit dem Rekord B eingeführten CIH-Baureihe (CIH: camshaft in head). Die obenliegende Nockenwelle dieser Konstruktion ist seitlich neben den Ventilen angeordnet und wird von einer Duplex-Rollenkette angetrieben. Sie betätigt die hängenden Ventile über kurze Hohlstößel und aus Blech gepresste Kipphebel. Diese Motoren wurden in fast allen größeren Opel-Modellen bis in die 1990er-Jahre verwendet: im Omega A (2.4i/2.6i/3.0i), Senator B (3.0i/3.0i 24V) und zuletzt im Frontera. 
Die stärker motorisierten Modelle GS und GS/E unterscheiden sich vom Commodore-A-Grundmodell durch ein schwarzes, mit Kunststofffolie („Vinyl“) bezogenes Dach, veränderten Kühlergrill mit „GS“- oder „GS/E“-Schriftzug, zusätzlichen Fernscheinwerfern und speziellen Sporträdern. Zudem ist bei GS und GS/E das Heck zwischen Kofferraumklappe und Stoßstange mattschwarz lackiert.

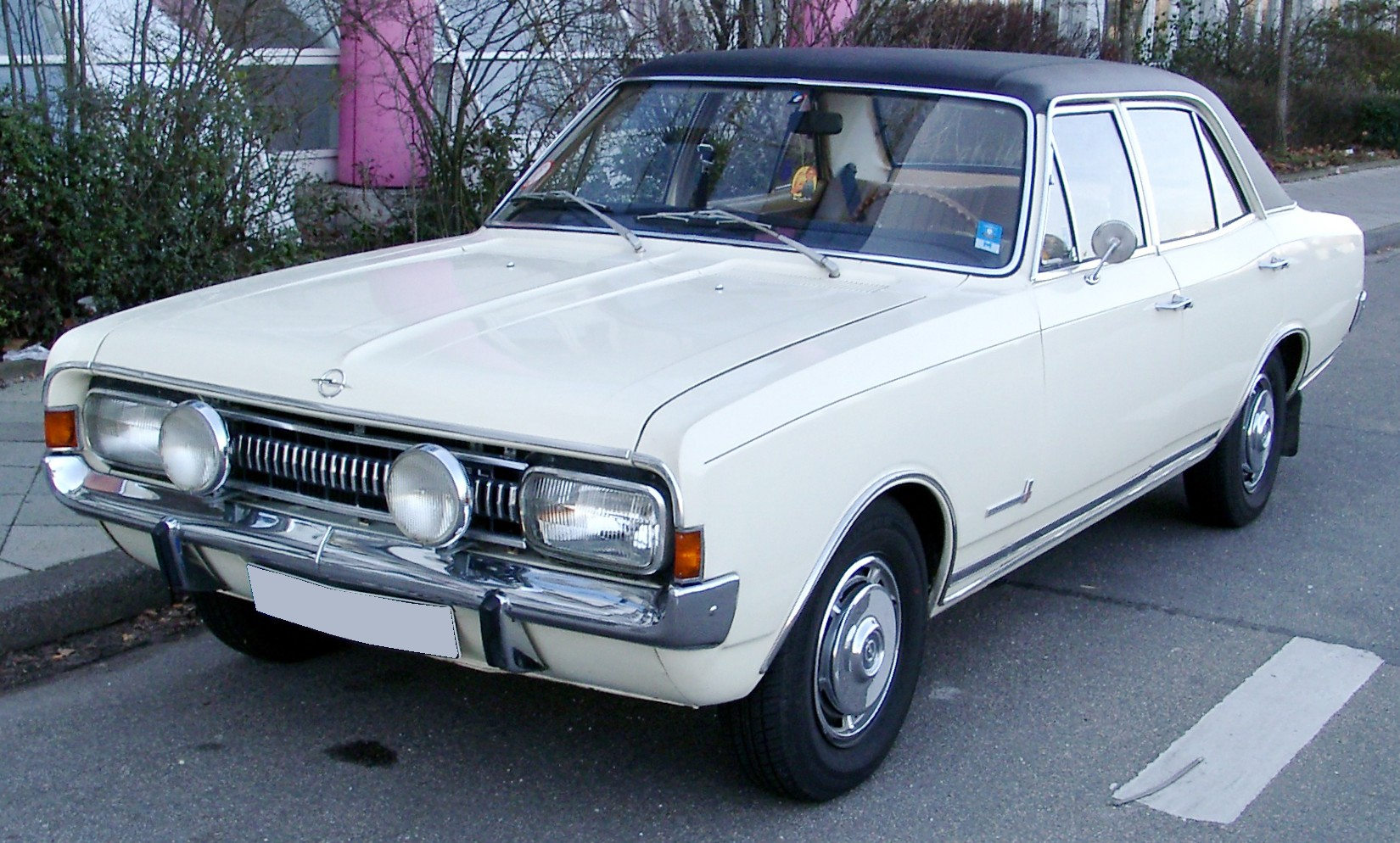
Commodore A
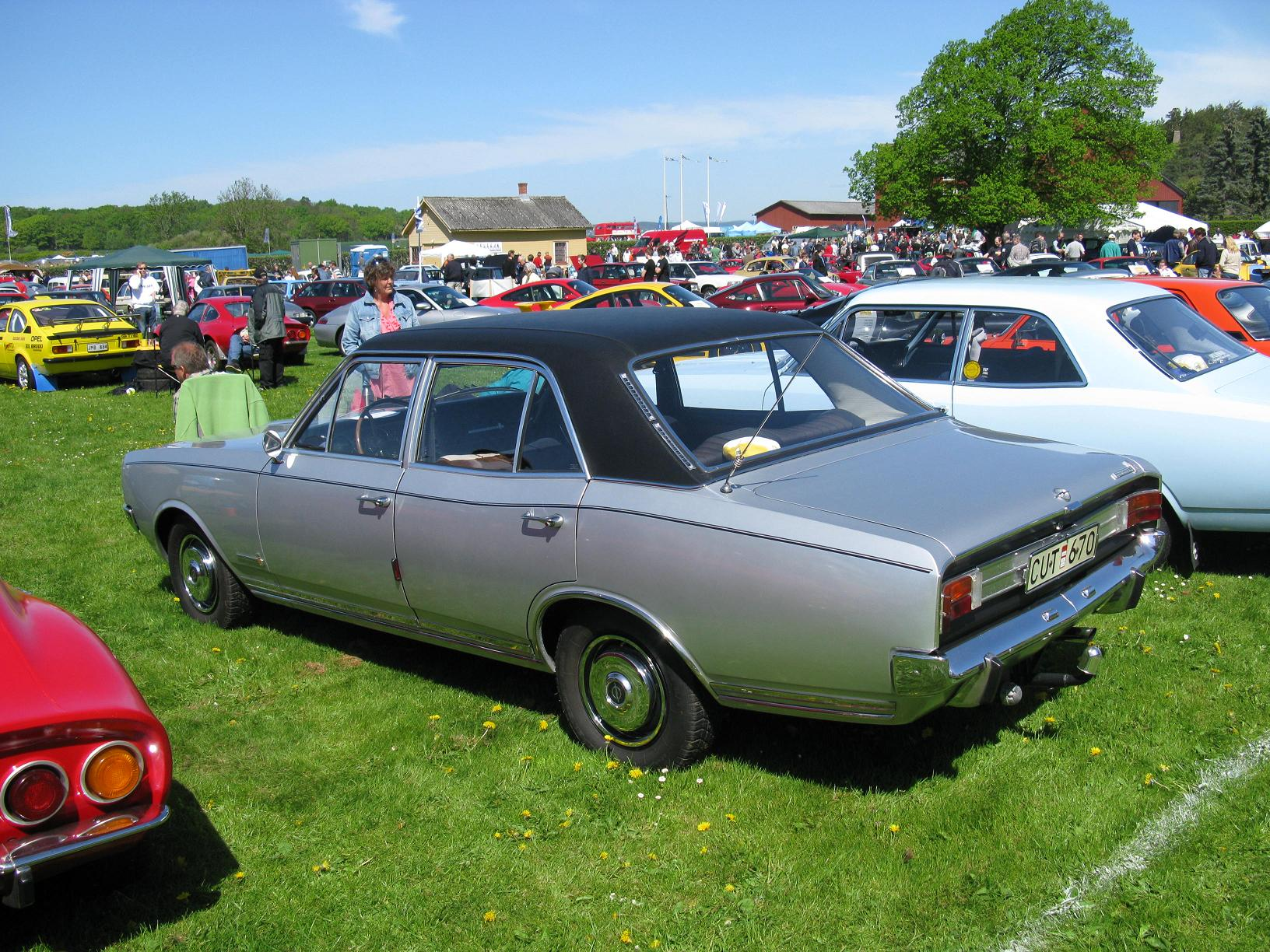
Commodore A
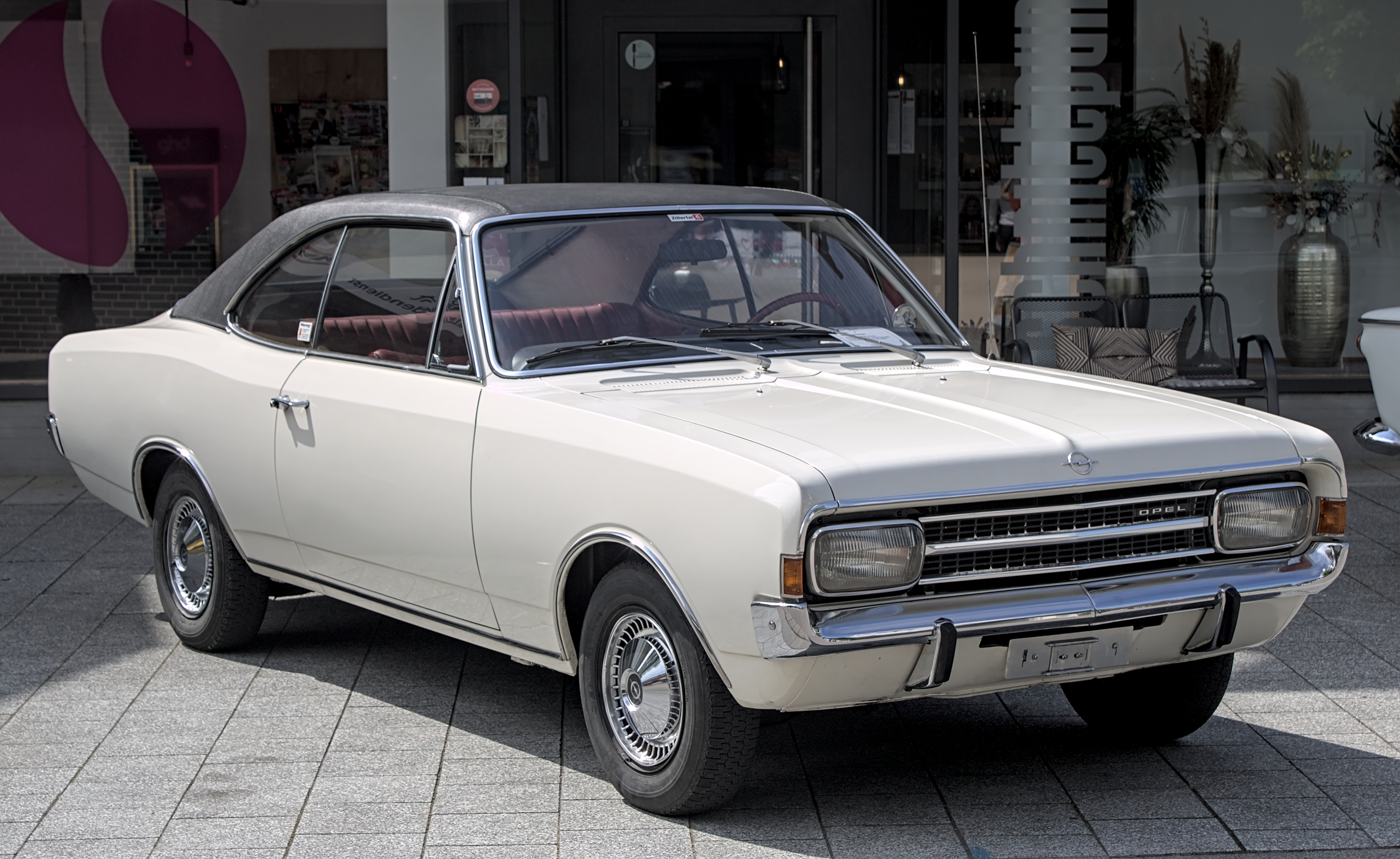
Commodore A
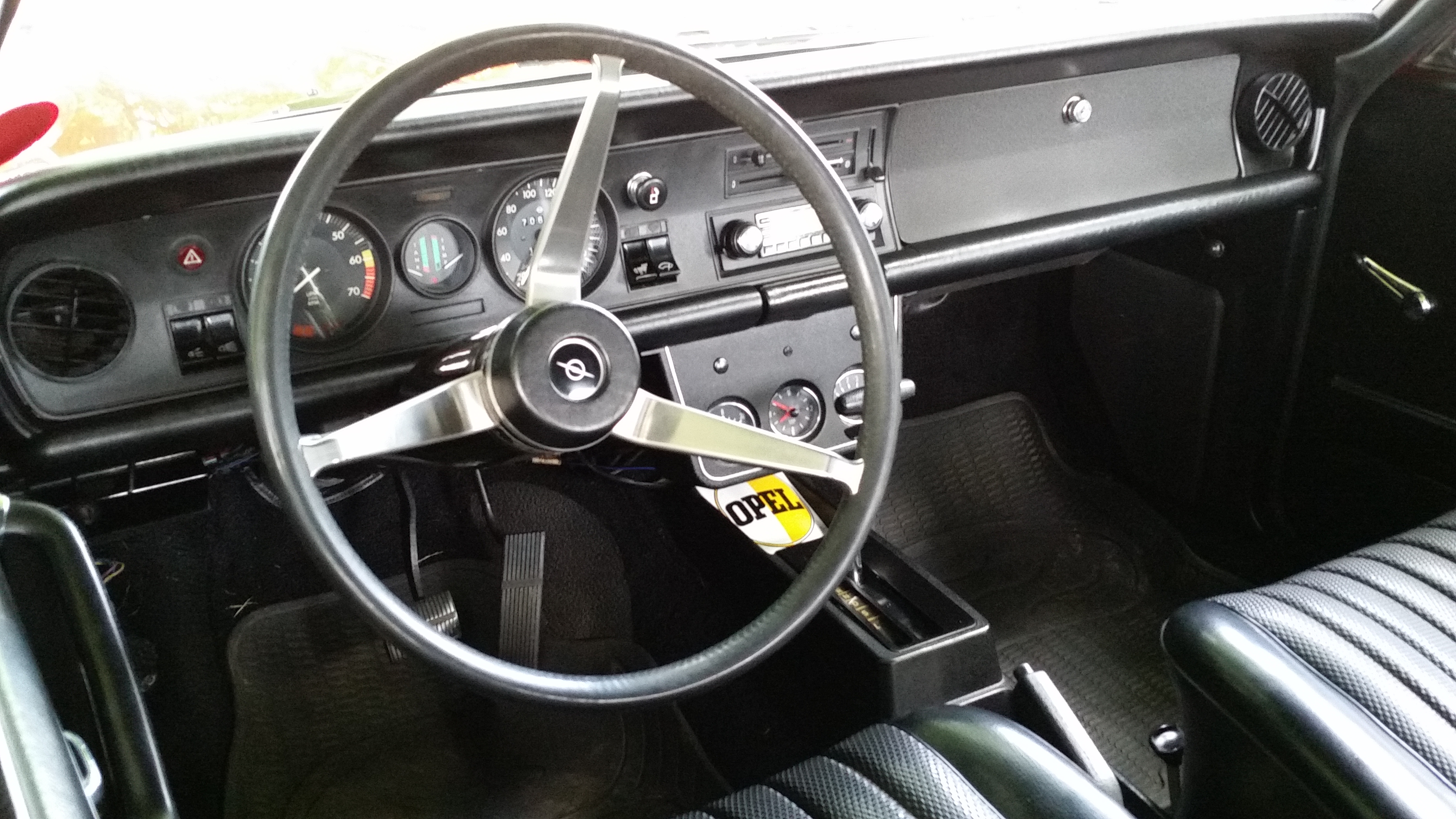
Cockpit mit Automatik (1971)
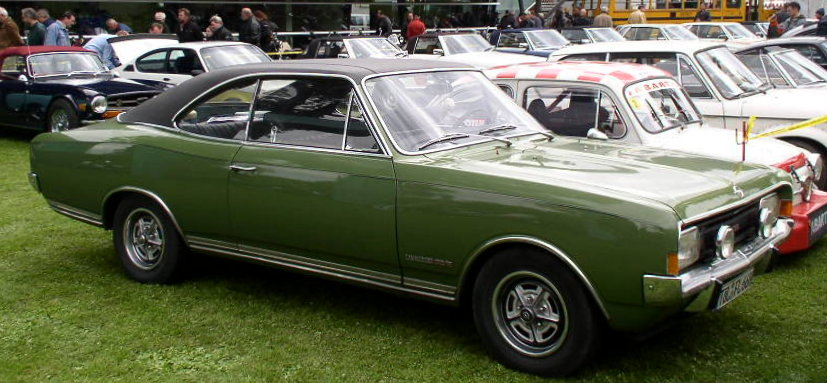
Commodore A GS/E
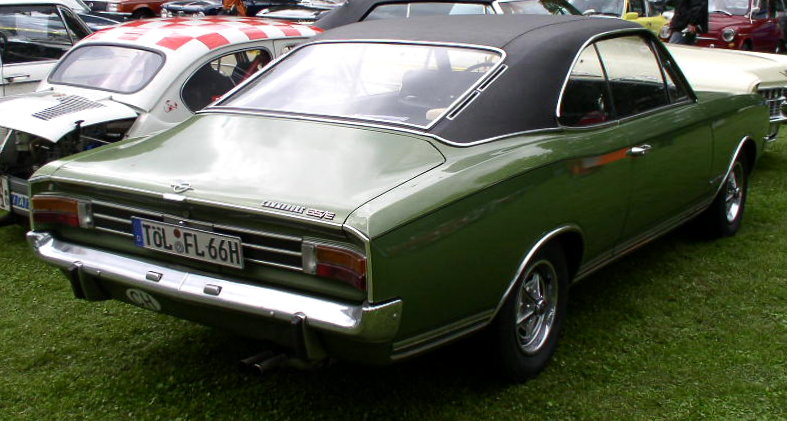
Heckansicht
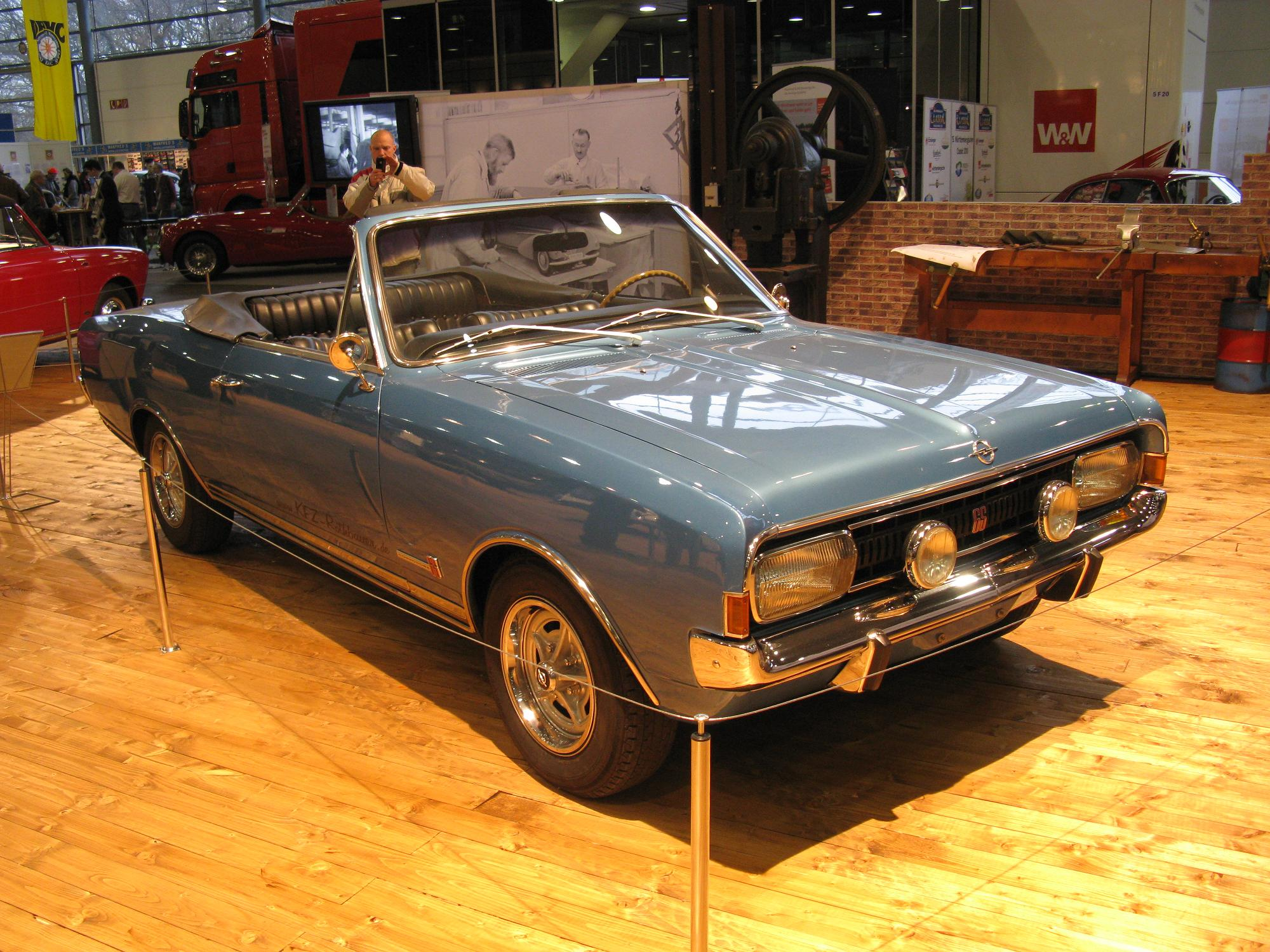
Opel Commodore GS Cabriolet
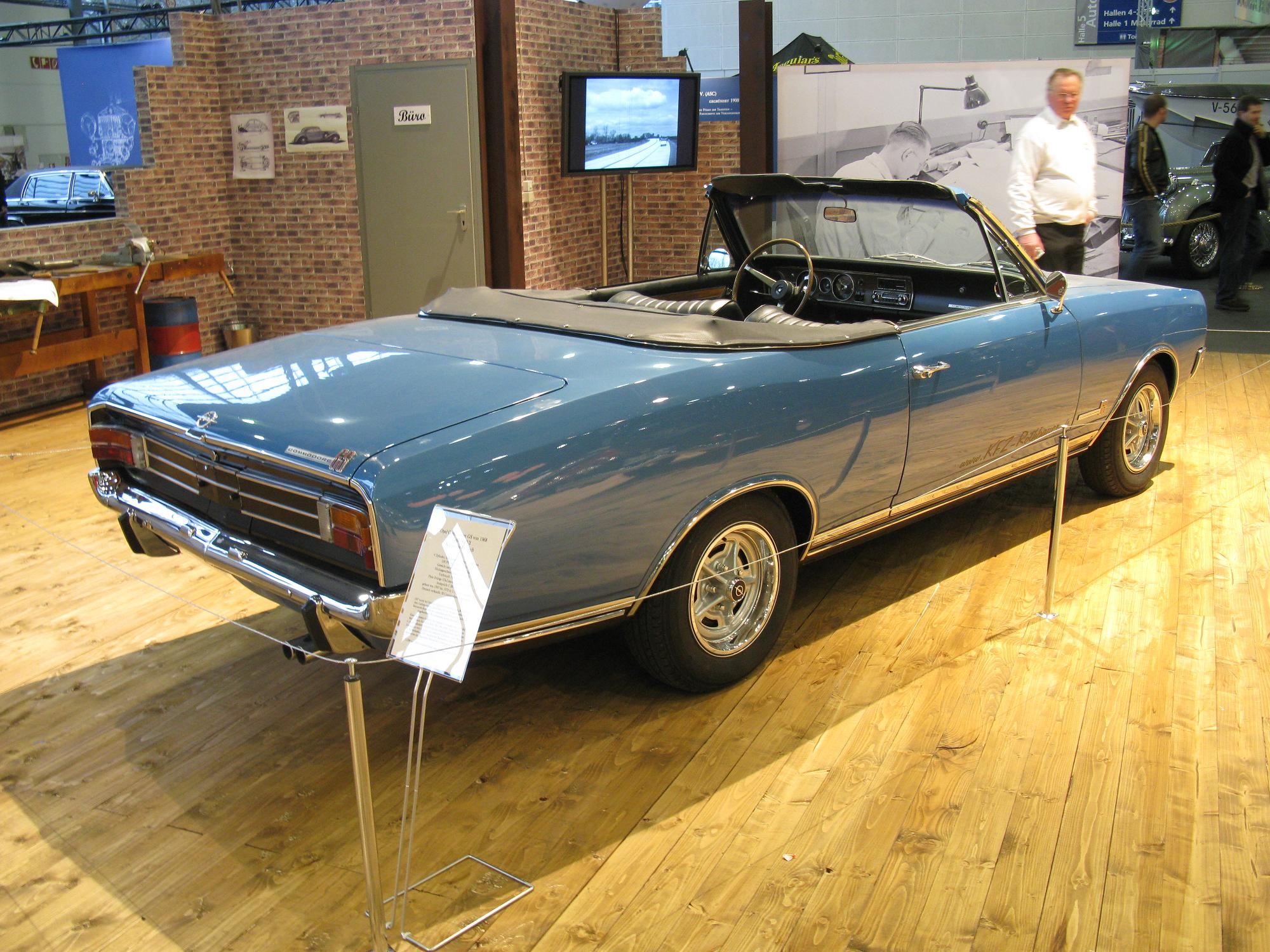
Heckansicht

### Motorvarianten
Als Motoren standen sechs Varianten zur Verfügung:
- 2,2 – 95 PS (70 kW)
- 2,5S – 115 PS (85 kW), ab 1969: 120 PS (88 kW)
- 2,5H – 130 PS (96 kW) (GS)

ab 1970 zusätzlich:
- 2,5E – 150 PS (110 kW) (GS/E)
- 2,8H – 145 PS (107 kW) (GS/2.8)

Der kleinste Motor mit 95 PS (70 kW) hatte einen Hubraum von 2,2 Litern und wurde nur in geringer Stückzahl gebaut.
Zunächst erhältlich waren der 2,5S mit 115 PS/85 kW (ab August 1969 erfolgte eine Leistungssteigerung auf 120 PS/88 kW durch den Register-Fallstromvergaser Zenith 35/40 INAT) und das stärkere Modell Commodore GS mit dem Motor 2,5H (130 PS/96 kW). Das ab Februar 1970 lieferbare Spitzenmodell GS/E ist mit einem 2,5-Liter-Motor mit elektronischer Benzineinspritzung (Bosch D-Jetronic) versehen, der 150 PS (110 kW) leistet. Als Alternative zum Viergang-Schaltgetriebe wurde das Fahrzeug auf Wunsch auch mit einem Dreigang-Automatikgetriebe geliefert.
In geringem Umfang gab es von April 1970 bis September 1971 auch das Modell GS/2.8 mit 2,8 Litern Hubraum und 145 PS (107 kW). Vom Commodore A wurden zwischen Januar 1967 und Dezember 1971 insgesamt 156.467 Exemplare hergestellt, wovon 72.597 Einheiten auf die viertürige Limousine, 70.333 auf das Coupé und 13.537 auf die zweitürige Limousine entfielen.

### Steinmetz Commodore A GS 3000

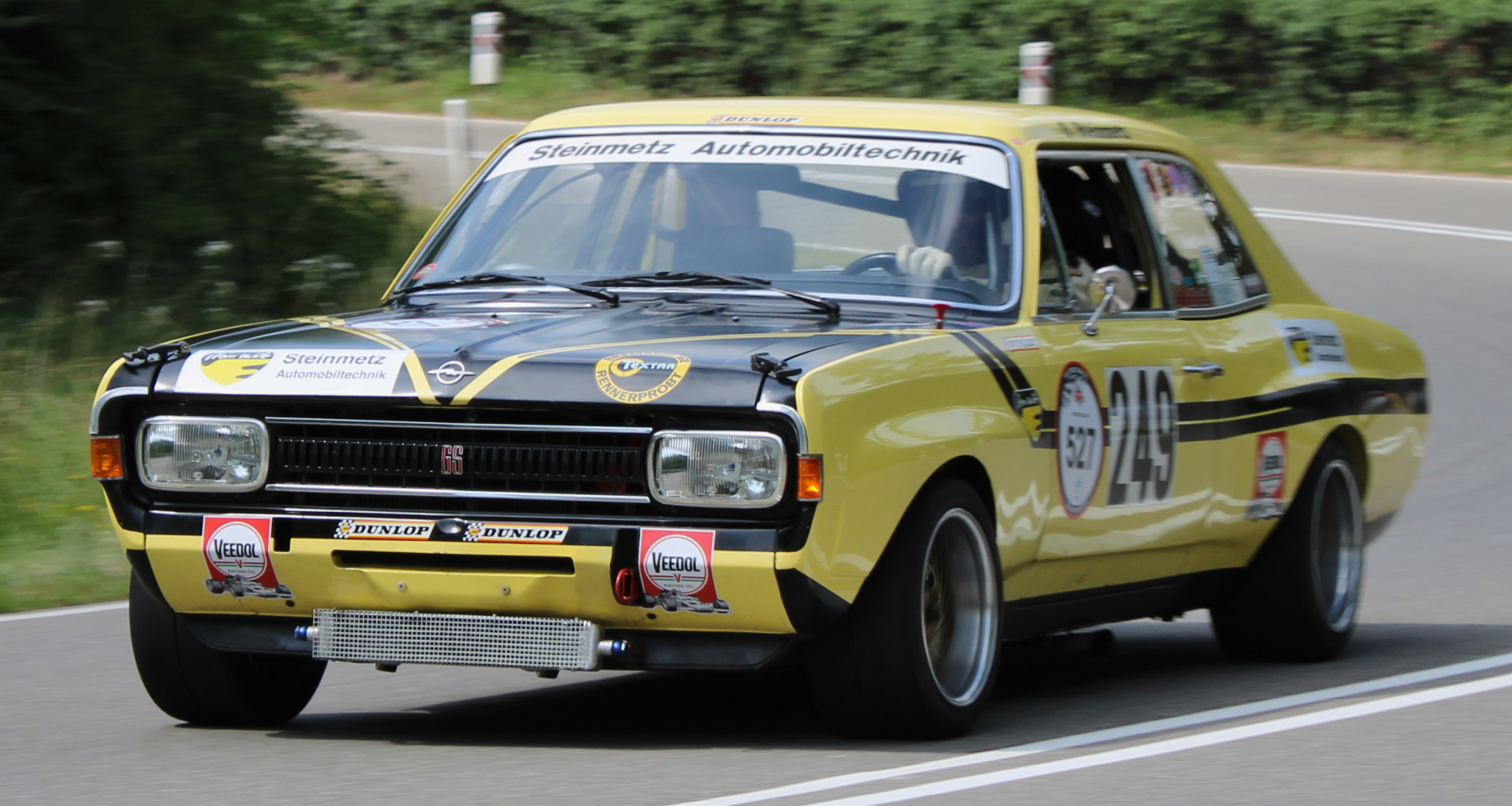
Opel Commodore GS 3000

Die von Klaus A. Steinmetz gegründete Steinmetz-Automobiltechnik GmbH, Sportzentrum für Opel-Fahrzeuge mit Sitz in Rüsselsheim, verfügte schon in den frühen 1970er-Jahren über ein umfassendes Straßenzubehörprogramm. Der große Commodore wurde von Steinmetz für die Ausrichtung auf die Rallyes der Gruppe II vorbereitet. Es ist die Epoche der Piloten wie Henri Greder und Jean Ragnotti. Der Commodore GS 3000 zeichnet sich durch seine schwarze und gelbe Lackierung aus. Der 6-Zylinder-Motor mit 2990 cm³ war mit drei Doppelvergasern von Weber ausgerüstet und leistete bis zu 300 PS (221 kW). Das Gewicht des Fahrzeugs beträgt 1070 kg, die Spitzengeschwindigkeit beträgt rund 260 km/h und die 100 km/h erreicht es in 5,3 Sekunden.

### Technische Daten
| Technische Daten des Opel Commodore A | Technische Daten des Opel Commodore A | Technische Daten des Opel Commodore A | Technische Daten des Opel Commodore A | Technische Daten des Opel Commodore A | Technische Daten des Opel Commodore A |
| Opel Commodore                        | 2200 | 2500 S | 2500 H | 2500 E | 2800 H |
| ------------------------------------- | --- | --- | --- | --- | --- |
| Motor                                 | 6-Zylinder-Reihenmotor (Viertakt) | 6-Zylinder-Reihenmotor (Viertakt) | 6-Zylinder-Reihenmotor (Viertakt) | 6-Zylinder-Reihenmotor (Viertakt) | 6-Zylinder-Reihenmotor (Viertakt) |
| Hubraum                               | 2239 cm³ | 2461 cm³ | 2461 cm³ | 2461 cm³ | 2784 cm³ |
| Bohrung × Hub                         | 82,5 × 69,8 mm | 87 × 69,8 mm | 87 × 69,8 mm | 87 × 69,8 mm | 92 × 69,8 mm |
| Leistung bei 1/min                    | 70 kW (95 PS) bei 4800 | 84–88 kW (115–120 PS) bei 5200–5500 | 96 kW (130 PS) bei 5300 | 110 kW (150 PS) bei 5800 | 107 kW (145 PS) bei 5200 |
| Max. Drehmoment bei 1/min             | 157 Nm bei 3200 | 173 Nm bei 3800–4200 | 186 Nm bei 4250 | 196 Nm bei 4500 | 222 Nm bei 3700 |
| Verdichtung                           | 8,2 : 1 | 9,5 : 1 | 9,5 : 1 | 9,5 : 1 | 9,5 : 1 |
| Gemischaufbereitung                   | 1 Register-Fallstromvergaser Solex 32/35 DIDTA | 1 Register-Fallstromvergaser Solex 32/35 DIDTA Ab 8/1969: 1 Register-Fallstromvergaser Zenith 35/40 INAT                                                             | 2 Register-Fallstromvergaser Zenith 35/40 INAT | Elektronische Benzineinspritzung Bosch-D-Jetronic | 2 Register-Fallstromvergaser Zenith 35/40 INAT |
| Ventilsteuerung                       | CIH (Camshaft in head): von hydraulisch gespannter Duplex-Rollenkette angetriebene obenliegende Nockenwelle, Hängende Ventile über Hohlstößel und Kipphebel betätigt | CIH (Camshaft in head): von hydraulisch gespannter Duplex-Rollenkette angetriebene obenliegende Nockenwelle, Hängende Ventile über Hohlstößel und Kipphebel betätigt | CIH (Camshaft in head): von hydraulisch gespannter Duplex-Rollenkette angetriebene obenliegende Nockenwelle, Hängende Ventile über Hohlstößel und Kipphebel betätigt | CIH (Camshaft in head): von hydraulisch gespannter Duplex-Rollenkette angetriebene obenliegende Nockenwelle, Hängende Ventile über Hohlstößel und Kipphebel betätigt | CIH (Camshaft in head): von hydraulisch gespannter Duplex-Rollenkette angetriebene obenliegende Nockenwelle, Hängende Ventile über Hohlstößel und Kipphebel betätigt |
| Kühlung                               | Wasserkühlung | Wasserkühlung | Wasserkühlung | Wasserkühlung | Wasserkühlung |
| Getriebe                              | 4-Gang-Getriebe, Knüppelschaltung (a. W. bis 1968 Powerglide-Zweigangautomatik (GM), a.W. ab Sept. 1968 für 2500 S/H/E und 2800 H Dreigangautomatik (Opel))          | 4-Gang-Getriebe, Knüppelschaltung (a. W. bis 1968 Powerglide-Zweigangautomatik (GM), a.W. ab Sept. 1968 für 2500 S/H/E und 2800 H Dreigangautomatik (Opel))          | 4-Gang-Getriebe, Knüppelschaltung (a. W. bis 1968 Powerglide-Zweigangautomatik (GM), a.W. ab Sept. 1968 für 2500 S/H/E und 2800 H Dreigangautomatik (Opel))          | 4-Gang-Getriebe, Knüppelschaltung (a. W. bis 1968 Powerglide-Zweigangautomatik (GM), a.W. ab Sept. 1968 für 2500 S/H/E und 2800 H Dreigangautomatik (Opel))          | 4-Gang-Getriebe, Knüppelschaltung (a. W. bis 1968 Powerglide-Zweigangautomatik (GM), a.W. ab Sept. 1968 für 2500 S/H/E und 2800 H Dreigangautomatik (Opel))          |
| Radaufhängung vorn                    | Einzelradaufhängung an Doppelquerlenkern, Schraubenfedern | Einzelradaufhängung an Doppelquerlenkern, Schraubenfedern | Einzelradaufhängung an Doppelquerlenkern, Schraubenfedern | Einzelradaufhängung an Doppelquerlenkern, Schraubenfedern | Einzelradaufhängung an Doppelquerlenkern, Schraubenfedern |
| Radaufhängung hinten                  | Starrachse mit 4 Längslenkern, Panhardstab („Fünflenkerachse“) und Schraubenfedern                                                                                   | Starrachse mit 4 Längslenkern, Panhardstab („Fünflenkerachse“) und Schraubenfedern                                                                                   | Starrachse mit 4 Längslenkern, Panhardstab („Fünflenkerachse“) und Schraubenfedern                                                                                   | Starrachse mit 4 Längslenkern, Panhardstab („Fünflenkerachse“) und Schraubenfedern                                                                                   | Starrachse mit 4 Längslenkern, Panhardstab („Fünflenkerachse“) und Schraubenfedern                                                                                   |
| Karosserie                            | Stahlblech, selbsttragend | Stahlblech, selbsttragend | Stahlblech, selbsttragend | Stahlblech, selbsttragend | Stahlblech, selbsttragend |
| Spurweite vorn/hinten                 | 1410/1410 mm | 1410/1410 mm | 1410/1410 mm | 1410/1410 mm | 1410/1410 mm |
| Radstand                              | 2668 mm | 2668 mm | 2668 mm | 2668 mm | 2668 mm |
| Länge                                 | 4574 mm | 4574 mm | 4574 mm | 4574 mm | 4574 mm |
| Breite                                | Limousine: 1754 mm | Limousine: 1754 mm | Limousine: 1754 mm | Limousine: 1754 mm | Limousine: 1754 mm |
| Breite                                | Coupé: 1758 mm | | | | |
| Höhe                                  | Limousine: 1445 mm | Limousine: 1445 mm | Limousine: 1445 mm | Limousine: 1445 mm | Limousine: 1445 mm |
| Höhe                                  | Coupé: 1440 mm | | | | |
| Leergewicht                           | 1130–1270 kg | 1130–1270 kg | 1130–1270 kg | 1130–1270 kg | 1130–1270 kg |
| Höchstgeschwindigkeit                 | 162–167 km/h | 165–175 km/h | 175–180 km/h | 184–197 km/h | 185–197 km/h |
| 0–100 km/h                            | 16–17 s | 12–15 s | 10–12 s | 9,5–11 s | 11–12 s |
| Verbrauch (Liter/100 Kilometer) (1)   | 13,0 N | 13,5 S | 14,0 S | 14,0 S | 15,0 S |

## Produktionszahlen Commodore A
Zwischen 1967 und 1971 wurden 156.330 Commodore A hergestellt.
| Jahr  | 1967   | 1968   | 1969   | 1970   | 1971   | Summe   |
| ----- | ------ | ------ | ------ | ------ | ------ | ------- |
| 2200  | 810    | 516    |        |        |        | 1.326   |
| 2500  | 39.437 | 33.787 | 31.439 | 31.436 | 16.531 | 152.630 |
| 2800  |        |        |        | 1.640  | 934    | 2.574   |
| Summe | 40.247 | 34.303 | 31.439 | 33.076 | 17.465 | 156.330 |